# Panorama desde el puente
Panorama desde el puente (A View from the Bridge) es una obra teatral de Arthur Miller, estrenada el 29 de septiembre de 1955, que transcurre en los años cincuenta del pasado siglo, en los suburbios portuarios de Nueva York. En ese decorado —dominado por la imponente  presencia del puente de Brooklyn— aborda Miller el drama de los inmigrantes ilegales. 

## Argumento
El cuarentón estibador Eddie Carbone, italoestadounidense de Brooklyn, que conoce bien la ley no escrita de solidaridad entre inmigrantes y se escandaliza con las historias de los que en algún momento delataron compatriotas ante la oficina de inmigración, vive con su esposa Bea y con Katie, la hija de la fallecida hermana de ésta. Desde el principio, la sobreprotección que muestra Eddie ante la muchacha indica que tiene silenciosas pretensiones hacia ella. Cuando la familia recibe solidariamente a dos italianos ilegales en su casa, el guapo soltero Rodolpho y el casado Marco, cuyos hijos y esposa pasan hambre en Italia, el primero inicia un romance con Katie que saca de quicio a Eddie. Eddie alega, en primer lugar, que Katie no debe salir de noche; luego, que Rodolpho sólo la quiere para poder casarse y obtener la nacionalidad y por último, hace correr la idea de que el chico es afeminado. 
Al descubrir que la pareja ha aprovechado un momento de soledad en la casa para acostarse, se enfurece y trata de ridiculizar al chico. Luego, hace una llamada telefónica a inmigración para denunciar a los dos italianos. Cuando la policía detiene a los dos clandestinos, Marco escupe a Eddie y le dice que se vengará a la italiana mientras que Bea echa en cara a su esposo que se haya enamorado de la sobrina. Katie, que está decidida a casarse con Rodolpho y evitar que así sea expulsado del país, pide a Marco que no aproveche su libertad condicional para vengarse, pero este no le hace caso y mata a Eddie en una pelea a navaja.

## Adaptaciones
El estreno tuvo lugar en el Coronet Theatre de Broadway, y contó con la interpretación de Van Heflin, Ann Driscoll y J. Carrol Naish. 
La obra fue llevada al cine en 1962 por Sidney Lumet con Raf Vallone, Jean Sorel, Carol Lawrence y Maureen Stapleton, y adaptada para ópera en 1999 por el compositor William Bolcom, que incorpora material de ambas versiones de la obra.
En Buenos Aires, donde Jacobo Muchnik y Juan Ángel Cotta publicaron con la Compañía General Fabril Editora la primera traducción del texto original, se estrenó en 1956 con Pedro López Lagar; en 1976 fue protagonizada por Alfredo Alcón y Silvia Montanari dirigido por Carlos Gandolfo. En el 2004 fue repuesta en el Teatro General San Martín por Arturo Puig, Elena Tasisto, Carolina Fal y Claudio Quinteros, dirigidos por Luciano Suardi.
En Italia se estrena en 1958 en el Teatro Eliseo de Roma, con dirección de Luchino Visconti e interpretación de Paolo Stoppa, Rina Morelli, Ilaria Occhini, Sergio Fantoni y Corrado Pani.
La primera representación en Francia tuvo lugar en el Théâtre Antoine de París en 1958, en adaptación de Marcel Aymé, dirigida por Peter Brook, e interpretada por Raf Vallone y Lila Kedrova. 
En Madrid se estrenó en el Teatro Lara también en 1958, con traducción de José López Rubio e interpretación de Pedro López Lagar, Vicente Haro, Miguel Palenzuela,  María Luisa Ponte y Julio Sanjuán. Se grabó para televisión en 1976, con Julio Núñez, Encarna Paso y Victoria Vera. Se ha repuesto en 1980, dirigida por José Luis Alonso, y con actuación de José Luis Pellicena, José Bódalo, Marilina Ross (sustituida por María Elías) y Montserrat Carulla, y en 2000, con dirección de Miguel Narros e interpretación de Ana Marzoa y Helio Pedregal.